# Chiesa di San Vittore (Canale, Italia)
La chiesa di San Vittore è la parrocchiale di Canale d'Alba, in provincia di Cuneo e diocesi di Alba; fa parte della vicaria della Sinistra Tanaro.

## Storia
Nel 1213 è menzionata per la prima volta una chiesa dedicata a santo Stefano, mentre la pieve, nota come San Vittore de Canalibus, come si legge nel registro della Chiesa d'Asti del 1345, aveva come filiali le cappelle di Pralormo, Cisterna e Monteu.
Nel 1383 la chiesa in paese venne modificata a cura dei signorotti Roero, che ne detenevano il giuspatronano.
Nel XVI secolo la chiesa di Santo Stefano divenne parrocchiale, mentre l'antica pieve fu declassata a cappella sussidiaria; nella relazione della visita apostolica del 1585, effettuata da monsignor Angelo Peruzzi, si legge che tale edificio si componeva di tre navate, la centrale delle quali era l'unica dotata di pavimento, mentre nel 1588 il vescovo di Asti Francesco Panigarola lamentò le pessime condizioni in cui versava la struttura.
Nel 1607 vennero pagati alcuni artisti per decorare la chiesa e nel 1611 fu posato il nuovo pavimento; nel 1618 il vescovo Giovanni Stefano Aiazza esortò la comunità a costruire il campanile.
Alcuni decenni dopo, nel 1651 venne risistemato il tetto, mentre le volte furono modificate nel 1698; in un atto del 1711 si riscontra per la prima volta la traslazione del titolo di San Vittore alla parrocchiale, già dedicata a santo Stefano.
Tra il 1722 e il 1726 venne realizzata dai capimastri Domenico Pianca e Isidoro Torriano la facciata, il cui disegno era stato redatto dall'architetto Carlo Antonio Castelli; la chiesa, al cui interno nel 1742 risultavano avere sede le compagnie del Santissimo Sacramento, del Santissimo Rosario e del Carmine, venne invece rifatta e ampliata tra il 1748 e il 1757.
Nel 1817 la parrocchia passò dalla diocesi di Asti a quella di Alba, mentre poi nel 1825 l'interno della struttura venne risistemato; tra il 1876 e il 1881 il presbiterio fu interessato da un rifacimento e nel 1928 venne eretto il campanile su progetto di Bartolomeo Gallo, il quale curò tra il 1929 e il 1935 il rimaneggiamento della facciata.

## Descrizione

### Esterno
La facciata a salienti della chiesa, rivolta a ponente e suddivisa in due registri da una cornice marcapiano, si compone di un corpo centrale di forma concava scandito da lesene e da colonne binate, che sorreggono un timpano semicircolare spezzato sormontato da un'ampia finestra polilobata, mentre a coronamento si staglia un frontone curvilineo a cornice dentellata; le due ali laterali, anch'esse sviluppate su una pianta concava, presentano i due ingressi secondari e sono ornate con lesene angolari, mentre in sommità si raccordano al corpo principale attraverso due volute. 
Annessi alla chiesa sono due campanili; quello più piccolo, completamente intonacato, risale al XVIII secolo ed è ornato con lesene all'altezza della cella, mentre quello principale, per buona parte rivestito in mattoni a faccia vista, è caratterizzato da quattro grandi monofore delimitate da lesene ed è coperto da un tamburo sopra il quale è collocata una statua.

### Interno
L'interno dell'edificio si compone di tre navate, suddivise da pilastri abbelliti da lesene sorreggenti degli archi, sopra i quali corre la trabeazione su cui s'imposta una serie di volte a vela affrescate; le cappelle laterali sono invece voltate a botte.